# Cumberland City
Cumberland City è un comune degli Stati Uniti d'America, situato nello Stato del Tennessee, nella Contea di Stewart.